# Feliks Raquillier
Feliks Raquillier (* 1778; † 1863) war ein polnischer Offizier, der sich an zwei polnischen Aufständen und an der badisch-pfälzischen Revolution 1849 beteiligte, wobei er kurzzeitig einer der Oberbefehlshaber des pfälzischen Revolutionsheeres war.

## Leben
Raquillier nahm 1794 am Kościuszko-Aufstand gegen preußische und russische Truppen teil und diente später in der napoleonischen Armee. Er beteiligte sich im Range eines Hauptmanns auch am Polnisch-Russischen Krieg 1830/1831 und ging nach der polnischen Niederlage ins französische Exil. Dort veröffentlichte er 1843 seine Schrift Stratégie militaire pour l’infanterie et la cavalerie, in der er als Schutz der Infanterie vor Kavallerieangriffen mobile Spanische Reiter aus Eisen empfahl.
Zu Beginn des Pfälzischen Aufstandes wurde er am 12. Mai 1849 (damals bereits 71 Jahre alt) gemeinsam mit dem seit dem 8. Mai tätigen Oberbefehlshaber, Daniel Fenner von Fenneberg, zum gleichberechtigten Oberbefehlshaber des pfälzischen Volksheeres ernannt, wobei Fenner weiterhin die Leitung des Generalstabes, des Festungswesens und der östlichen Heeresabteilung oblag, während Raquillier insbesondere eine westliche Heeresabteilung aufbauen sollte, wobei Fenner dies für eine Fehlbesetzung hielt und Raquillier lediglich die Befähigung zum Bataillonskommandanten zusprach. Ludwig Bamberger schildert ihn als detailverliebt und altersschwach.
Nach dem gescheiterten Angriff der Revolutionstruppen auf die Festung Landau trat Fenner am 20. Mai vom Oberbefehl zurück. Raquillier wurde allerdings nun nicht alleiniger Oberbefehlshaber, sondern die provisorische Regierung setzte eine Militärkommission ein, deren Vorsitz Gustav Adolph Techow übernahm. Der Kommission gehörten neben sieben ordentlichen Mitgliedern auch sechs außerordentliche Mitglieder an, darunter auch Raquillier.
Nach der Niederlage gegen die preußischen Truppen zogen die Reste der pfälzischen Revolutionsarmee am 18. Juni 1849 über die Knielinger Rheinbrücke nach Baden.
Am 24. Juni führte der nun als Oberst bezeichnete Raquillier ein Exekutionskommando der Revolutionsarmee von Freiburg nach Riedlingen. Dort weigerten sich im ganzen Kandertal die Gemeinden das 1. Aufgebot der Bürgerwehr zur Verstärkung der Revolutionsarmee nach Freiburg zu senden. Es kam zu einem Gefecht, bei dem ein Mitglied der lokalen Bürgerwehr und ein Hauptmann des Exekutionskommandos getötet wurden. Beim Rückzug der badischen Revolutionsarmee in die Schweiz Anfang Juli 1849 ging auch Raquillier in die Schweiz, wo er aber am 16. Juli einen Ausweisungsbeschluss des Schweizer Bundesrates erhielt, „trotzdem hielt er sich vermutlich Ende Februar 1850 immer noch in der Schweiz auf.“ Raquillier wurde am 24. Mai 1851 vom Hofgericht Freiburg zu sechs Jahren Zuchthaus verurteilt und am 31. Oktober 1851 durch das pfälzische Appellationsgericht in Zweibrücken für seine Tätigkeit in der Pfalz in Abwesenheit zum Tode verurteilt.
1860 erschien in Warschau auf Polnisch ein von ihm geschriebener landwirtschaftlicher Ratgeber. 1863 verstarb er in Frankreich.

## Schriften
- Stratégie militaire pour l’infanterie et la cavalerie	Tour 1843 Gallica
- Zbiór wiadomości praktycznych i użytecznych w gospodarstwie wiejskiem, dokładnie zebranych i wydanych przez Feliksa Raquillier. Warschau 1860 (Eine Sammlung praktischer und nützlicher Informationen über einen Bauernhof, sorgfältig zusammengestellt und veröffentlicht von Feliks Raquillier.)